# 킬 군항의 반란

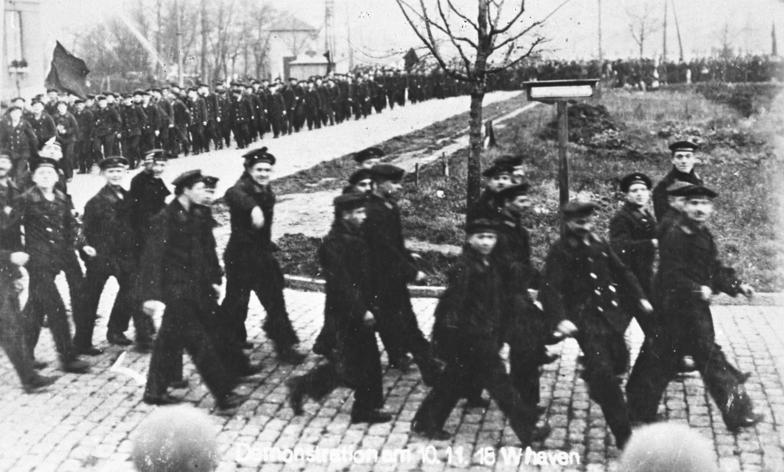

킬 군항의 반란(Kieler Matrosenaufstand)이란 제1차 세계 대전의 막바지인 1918년 11월 3일 독일 제국 발트해 킬만에 있는 킬 군항에서 일어난 수병들의 반란을 말한다. 이 반란을 시작으로 독일 11월 혁명이 일어났다.
킬 군항의 수병들이 독일 제국 해군 지휘부의 전투 계획에 반대하여 반란을 일으키자, 노동자들이 합세하여 노동자·병사 평의회를 구성하고 11월 4일 킬 중심가를 장악하였다. 이를 시작으로 곧바로 독일 북부에서 서부 및 남부 지역 전역으로 확대되었으며, 11월 9일에는 수도 베를린까지 혁명이 퍼짐으로서 황제 빌헬름 2세는 네덜란드로 망명하여 제정은 붕괴되었으며 바이마르 공화국이 세워졌다.

## 같이 보기
- 크론시타트 반란

## 참고 자료
- 《세계사 사전》,청아출판사. p588~589